# Malcolm Young
Malcolm Mitchell Young (6 tháng 1 năm 1953 – 18 tháng 11 năm 2017) là nhạc sĩ Úc gốc Scotland, được biết đến nhiều nhất với cương vị người đồng sáng lập, guitarist bè đệm, hát hỗ trợ và người viết bài hát của nhóm nhạc hard rock AC/DC. Ngoại trừ một giai đoạn vắng mặt ngắn vào năm 1988, ông đã có mặt trong ban nhạc từ tháng 11 năm 1973 cho tới khi nghỉ hưu năm 2014 vì lý do sức khoẻ. Young và các thành viên khác của AC/DC được đưa vào Đại sảnh Danh vọng Rock and Roll năm 2003.
Mặc dù em trai của ông Angus Young là người dễ thấy hơn, Malcolm đã được mô tả như là nguồn động lực và người lãnh đạo của ban nhạc. Năm 2014, ban nhạc quyết tâm tiếp tục sáng tác âm nhạc với sự hỗ trợ của Malcolm.

## Cuộc sống

### Tuổi trẻ
Young là con thứ 7 của gia đình. Năm 1963, gia đình di cư đến Úc vì lí do nghề nghiệp. Trong khi vẫn còn đi học, Yong bắt đầu chơi guitar và sau đó đã chuyển từ acoustic sang guitar điện. Anh trai của Malcolm Young, Geogre Young, là một thành viên của nhóm The Easybeats, đã cho ông những lời khuyên bổ ích về việc chơi guitar. Malcolm Young bỏ học năm 15 tuổi và bắt đầu sự nghiệp của mình, nhưng không thành công

### AC/DC
Năm 1973, ông thành lập ban nhạc AC/DC, sau đó Angus, em trai của ông, đã tham gia ban nhạc rock. Malcolm Young là người thủ lĩnh của AC/DC với tư cách 1 nhạc công guitar và nhạc sị. Trình độ chơi guitar của ông được người hâm mộ và các nhà báo đánh giá là tốt nhất thế giới.
Ông thích các loại âm thanh "khô", ông cho rắng việc chơi guitar là "vô cùng khó khăn". Ông thường sử dụng các loại dây đàn có độ dày tối thiểu là 0.12, chủ yếu là từ nhà sản xuất đàn guitar từ Mỹ Gibson. một đặc điểm quan trọng khác trong lối chơi đàn của anh là sử dụng hợp âm mở, anh đã cơ bản thay đổi chúng, biến chúng thành "âm thanh AC/DC". Thông qua lối chơi của mình, ông đã trở thành thành viên chủ chốt của ban nhạc và lôi cuốn tay trống Phil Rudd và tay bass Cliff Williams tham gia ban nhạc với mình.

## Vấn đề sức khỏe và cái chết
Vào tháng 5 năm 2014, AC/DC thông báo trên trang web của họ rằng Malcolm Young đã ký hợp đồng trong tình trạng sức khỏe yếu ớt và tạm dừng sự nghiệp âm nhạc cho đến khi có thông báo tiếp theo từ công ty đại diện. Ca sĩ Brian Johnson từ chối trả lời phỏng vấn từ Daily Telegraph.. Vào tháng 9 năm 2014, ban nhạc thông báo Malcolm Young đã rời khỏi ban nhạc vì lí do sức khỏe. Do một cơn đột quỵ nên Young đã mất trí nhớ ngắn hạn.. Vào tháng  Vào tháng 11 năm 2014, nó đã được biết rằng Young đã cho thấy những triệu chứng của bệnh sa sút trí tuệ vào đầu năm 2008 trong album Black Ice. Trong khi ban nhạc hy vọng cải thiện danh tiếng, ông phải trải qua phẫu thuật phổi và tim có ảnh hưởng tiêu cực đến sức khoẻ của mình. Tuy nhiên, mặc dù ông vẫn viết album Rock or Bust, nhưng vẫn không thể tham gia vào các bản ghi âm.}</ref> Ban nhạc đã quyết định dùng cháu trai của ông để thay thế ông, và cậu ta đã trở thành thành viên thường trực của ban nhạc.
Malcolm Young qua đời vào ngày 18 tháng 11 năm 2017 ở tuổi 64.

## Hôn nhân
Malcolm Young kết hôn với Linda Young vào thập niên 1970. Họ có một người con gái và một người con trai.